# 桂洋镇
桂洋镇，是中华人民共和国福建省泉州市永春县下辖的一个乡镇级行政单位。其境内有永春海拔最高的寺庙大白岩

## 行政区划
桂洋镇下辖以下地区：
桂洋村、文太村、壶永村、岐山村、茂春村、金沙村、库湖村和新岭村。